# Kaumuskelmyositis

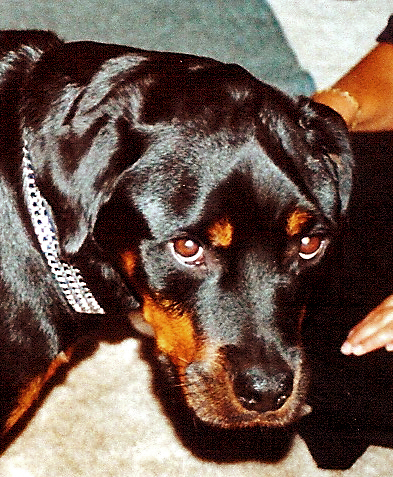
Chronische Kaumuskelmyositis bei einem Rottweiler

Die Kaumuskelmyositis (Syn. Myositis eosinophilica, Atrophische Myositis, Masticatory Muscle Myositis) ist eine gelegentlich bei Haushunden auftretende Autoimmunerkrankung, die durch eine Entzündung der Kaumuskulatur gekennzeichnet ist. Die Erkrankung führt zu Störungen der Beweglichkeit des Unterkiefers und damit zur Behinderung der Nahrungs- und Flüssigkeitsaufnahme. Bei rechtzeitiger Behandlung ist die Heilungsaussicht gut, bei der chronischen Form dagegen fraglich.

## Vorkommen und Pathogenese
Die Kaumuskelmyositis tritt bei Hunden aller Rassen und Altersklassen auf. Eine Häufung wird für den Deutschen Schäferhund, den Dobermann sowie alle Retrieverrassen beschrieben. Es erkranken bevorzugt Tiere jungen und mittleren Alters. Eine Geschlechtsdisposition scheint nicht zu bestehen.
Die Beschränkung der Erkrankung auf die Kaumuskulatur ist durch deren spezielle Herkunft aus dem ersten Kiemenbogen bedingt. Die Kaumuskeln sind durch einen speziellen Muskelfasertyp, die sogenannten 2M-Muskelfasern gekennzeichnet, die eine besondere Isoform des Myosins aufweisen. Das hauptsächlich involvierte Antigen wird masticatory myosin binding protein-C genannt. Gegen dieses produziert der Organismus aus bislang nicht geklärter Ursache IgG-Antikörper. Im Zuge einer Antigen-Antikörper-Reaktion kommt es zu einer Entzündung mit Einwanderung verschiedener Abwehrzellen (Makrophagen, Lymphozyten und Plasmazellen) und schließlich zum Absterben (Nekrose) und zum Abbau der Muskelzellen. Nach neuesten Untersuchungen könnte die Erkrankung auch eine T-Zell-abhängige Immunerkrankung sein, die zu einer Muskelfaserzerstörung und damit zur Produktion von Autoantikörpern gegen das Myosin führt, denn bei einem Drittel der betroffenen Tiere lassen sich trotz Zellschäden keine Autoantikörper nachweisen. Nach dem VETAMIN-D-Schema ist die Erkrankung also entzündlich bedingt. Im weiteren Verlauf wird das zerstörte Muskelgewebe durch Bindegewebe ersetzt.

## Klinisches Bild

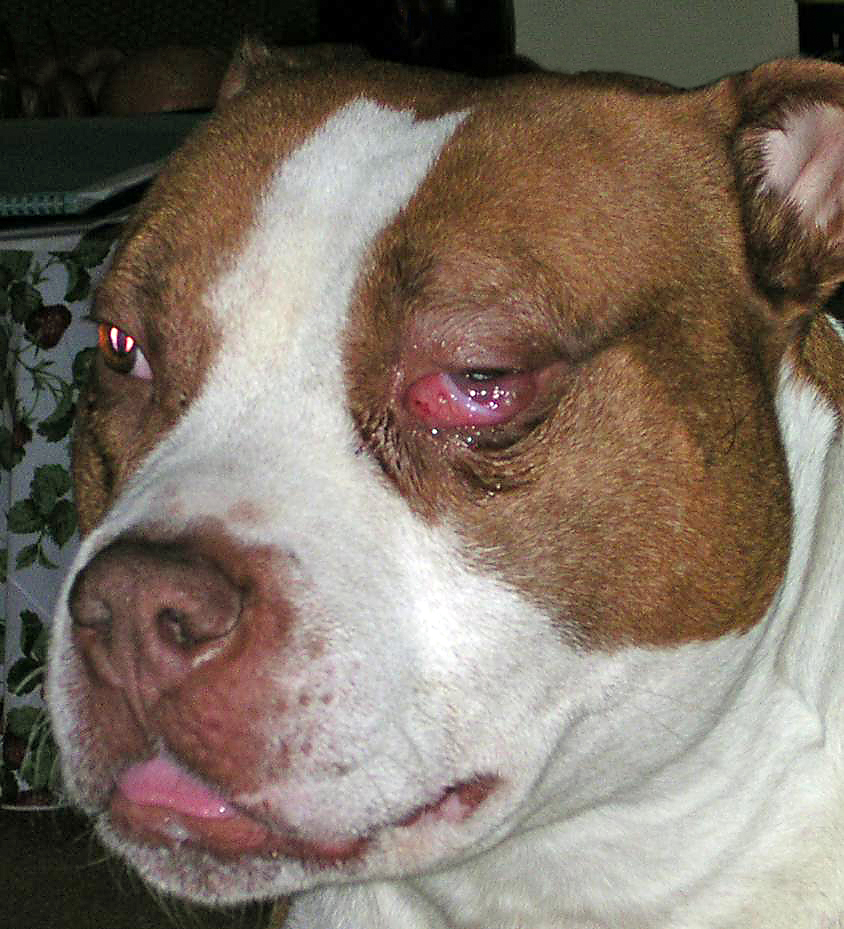
Akute Kaumuskelmyositis bei einem American Pit Bull Terrier

Die akute Kaumuskelmyositis ist durch eine beidseitige Schwellung der Kaumuskulatur seitlich am Kopf gekennzeichnet. Die Region ist häufig schmerzhaft. Das betroffene Tier zeigt zumeist eine verminderte Nahrungs- und Flüssigkeitsaufnahme. Gelegentlich wird Fieber beobachtet; eine Vergrößerung der Unterkieferlymphknoten und der Mandeln tritt ebenfalls in einigen Fällen auf. Bei der Blutuntersuchung kann eine leichte Erhöhung der Aktivität der Kreatinkinase und gelegentlich eine Eosinophilie beobachtet werden (daher der veraltete Name Myositis eosinophilica).
Die häufiger auftretende chronische Kaumuskelmyositis ist durch eine Schrumpfung (Atrophie) der Kaumuskeln gekennzeichnet, wodurch der Kopf im seitlich-hinteren Bereich schmal („fuchsschädelig“) aussieht. Durch den bindegewebigen Ersatz der Muskulatur wird der Unterkiefer zunehmend, sowohl aktiv als auch passiv, nur noch eingeschränkt beweglich. Dies kann bis zu einer Maulsperre (Pseudotrismus) führen. In einigen Fällen treten die Augäpfel infolge des Verlustes an Muskelmasse tief in die Augenhöhlen zurück. Eine chronische Kaumuskelmyositis kann sich aus der akuten Form heraus entwickeln oder davon unabhängig auftreten.

## Diagnose
Die klinische Verdachtsdiagnose kann durch ein Elektromyogramm (EMG) untermauert werden, bei welchem sich Veränderungen ausschließlich in der Kaumuskulatur finden. Eine Biopsie mit anschließendem histologischen Nachweis der Faserschäden oder der Nachweis der Autoantikörper gelten als beweisend für das Vorliegen der Erkrankung.
Differentialdiagnostisch müssen eine Polymyositis und Erkrankungen des Kiefergelenks ausgeschlossen werden. Bei einer chronischen Erkrankung muss auch an eine nerval bedingte Atrophie durch Schädigung des Nervus mandibularis gedacht werden, wie sie bei der deutlich selteneren Idiopathischen Trigeminus-Neuritis auftritt. Eine Kaumuskelatrophie kann auch als Folge einer Langzeitbehandlung mit Glukokortikoiden, was bei der Erhebung der Krankheitsgeschichte zu beachten ist, oder bei einer Leishmaniose auftreten.

## Therapie
Der Therapieerfolg hängt maßgeblich vom rechtzeitigen Behandlungsbeginn ab. Eine akute Kaumuskelmyositis ist meist therapierbar, die chronische Form hat dagegen eine unsichere Prognose.
Die Therapie der akuten Form erfolgt durch Gabe von Glukokortikoiden, eventuell in Kombination mit Azathioprin. Diese Wirkstoffe dämpfen das Immunsystem (sogenannte Immunsuppressiva) und somit die krankhafte Reaktion im Muskelgewebe. Die Behandlungsdauer richtet sich nach dem Behandlungserfolg und eventuellen Rezidiven und kann bis zu sechs Monate betragen. Bei der chronischen Form kann eine mehrmalige Dehnung der Kaumuskulatur in Narkose versucht werden; diese Methode wird allerdings kontrovers diskutiert, da nach Meinung der Gegner dieser Methode eine vorhandene Entzündung noch verstärkt werden kann und die Gefahr von Luxationen und Frakturen des Unterkiefers besteht. Die Behandlung mit Oclacinitib verbessert zwar die Beweglichkeit des Unterkiefers, beeinflusst aber nicht die Antikörpertiter.
Physiotherapie und das Animieren zu aktivem Kauen (Kauknochen) sind unterstützend sinnvoll.